# Jorge Machuca
Jorge Machuca es un exfutbolista y entrenador peruano. Actualmente dirige a C.D Nihue Rao que participa en la Copa Perú.

## Trayectoria
Como jugador estuvo en Unión Perú, FBC Piérola, Atlético Universidad, Independencia y en clubes de Puerto Maldonado.
Como entrenador dirigió al Sport Coopsol, equipo con el cual logró el campeonato de Segunda División y ascenso a Primera División. En esa misma categoría entrenó al Loreto FC y Sport Águila.
En Primera División dirigió a la Universidad San Martín de Porres y CNI de Iquitos.
También destacó como preparador físico en Sporting Cristal y con la selección peruana de Fúlbol por las eliminatorias de Estados Unidos 94 y Francia 98.
Durante el año 2016 entrenó al equipo Loretano "Kola San Martín" , llegando con este equipo a los octavos de final de la Copa Perú 2016.
Entrenador del equipo Club Coronel Bolognesi de Tacna en la Copa Perú 2017. Actualmente es Director Técnico del Club Estudiantil CNI de Iquitos, logrando el campeonato Departamental de Loreto, quedando entre los cuatro mejores equipos de la Copa Perú 2017, llegando a la finalísima de esta Copa junto con José Carlos Mariátegui de San Martín, Atlético Grau de Piura y Deportivo Binacional de Arequipa.